# Ruth Mohrmann
Ruth-Elisabeth Mohrmann, geborene Bierwirth (* 20. Dezember 1945 in Ilsede; † 29. Dezember 2015 in Münster) war eine deutsche Volkskundlerin.

## Werdegang
Ruth-E. Mohrmann, geborene Bierwirth, studierte von 1965 bis 1974 Volkskunde, Geschichte und Germanistik an den Universitäten Marburg/Lahn, Kiel und München. 1975 wurde sie mit einer Arbeit zum Volksleben in Wilster im 16. und 17. Jahrhundert an der Christian-Albrechts-Universität zu Kiel zum Dr. phil. promoviert. 1976 bis 1977 war sie Verlagslektorin im Kallmeyer Verlag in Wolfenbüttel, von 1976 bis 1986 freie wissenschaftliche Mitarbeiterin bzw. wissenschaftliche Angestellte im Projekt „Diffusion städtisch-bürgerlicher Kultur vom 17. bis zum 20. Jahrhundert“ im Sonderforschungsbereich 164 „Vergleichende geschichtliche Städteforschung“ an der Westfälischen Wilhelms-Universität Münster, 1979 bis 1986 Lehrbeauftragte am Seminar für Volkskunde der Universität Münster, 1981 bis 1984 Editorial Assistant der Zeitschrift „Ethnologia Europaea“. 1986 folgte an der Universität Münster die Habilitation für das Fach Volkskunde, die Habilitationsschrift befasste sich mit der Alltagswelt im Land Braunschweig (Städtische und ländliche Wohnkultur vom 16. bis zum frühen 20. Jahrhundert), es folgte die Ernennung zur Professorin (auf Zeit) an der Universität Münster. 1987 nahm sie eine Lehrstuhlvertretung am Seminar für Volkskunde der Universität Kiel wahr.
Von 1988 bis 1993 war Mohrmann Professorin für Volkskunde an der Universität Bayreuth und erste Universitätsfrauenbeauftragte. Von 1993 bis 2011 war sie Professorin am Seminar für Volkskunde/Europäische Ethnologie der Universität Münster, zugleich Geschäftsführende Direktorin des Seminars für Volkskunde/Europäische Ethnologie der Universität Münster. Von 1994 bis 1998 war sie Prorektorin für Lehre und studentische Angelegenheiten der Universität Münster. In dieser Funktion initiierte sie 1995 eine Reihe von Gedenkveranstaltungen zum Kriegsende 1945, die sie anschließend veröffentlichte.
Von 1993 bis 2014 war Ruth Mohrmann als Nachfolgerin von Günter Wiegelmann Vorsitzende der Volkskundlichen Kommission für Westfalen, zu deren Mitglied sie 1980 gewählt worden war. 1983 wurde sie auch zum Mitglied der Volkskundlichen Kommission für Niedersachsen gewählt, 1997 zum Mitglied der Historischen Kommission für Niedersachsen und Bremen. Von 1991 bis 1997 gehörte sie dem Hauptausschuss der Deutschen Gesellschaft für Volkskunde an. Von 1993 bis 2010 Mitglied des Wissenschaftlichen Beirats „Volkskunde“ des Instituts für den Wissenschaftlichen Film (IWF) in Göttingen, 1997 bis 2005 Mitglied des Beirats des IWF Göttingen.
Seit 2009 war sie Vorsitzende des Wissenschaftlichen Beirats des Germanischen Nationalmuseums, Nürnberg, ebenfalls seit 2009 Mitglied im Kuratorium der Stiftung Museumsdorf Cloppenburg – Niedersächsisches Freilichtmuseum. sowie des Beirates zum Projekt „Mensch und Umwelt. Pilotprojekt zur Vernetzung von Forschung, museologischer Dokumentation und Didaktik“ des Museumsdorfs Cloppenburg. Von 2005 bis 2010 war sie Mitglied im Kuratorium des Instituts für Realienkunde des Mittelalters und der Frühen Neuzeit in Krems/Österreich (Österreichische Akademie der Wissenschaften). Seit 1993 war sie Vorsitzende der Westfälischen Vereinigung für Volkskunde e. V. seit 2011 Vorsitzende der „Gesellschaft für Volkskunde Münster e.V.“.
Ruth-E. Mohrmann war seit 1993 Mitherausgeberin der Rheinisch-westfälischen Zeitschrift für Volkskunde, 1996 bis 2013 Mitglied im Editorial Board der Zeitschrift „Ethnologia Europaea – Journal of European Ethnology“, seit 2003 Mitherausgeberin der „Beiträge zur Stadtgeschichte und Urbanisierungsforschung“.

## Publikationen (Auswahl)
- Volksleben in Wilster im 16. und 17. Jahrhundert (= Studien zur Volkskunde und Kulturgeschichte. Band 2), Neumünster 1975. (Zugleich Dissertation Kiel 1975).
- mit Uwe Meiners und Klaus Roth: Inventare als Quellen im Projekt Diffusion städtisch-bürgerlicher Kultur vom 17. bis zum 20. Jahrhundert. In: Ad van der Woude, Anton Schuurman (Hrsg.): Probate Inventories. Utrecht 1980, S. 97–114.
- Wohnen und Wohnkultur in nordwestdeutschen Städten im Spätmittelalter und in der frühen Neuzeit. In: Cord Meckseper (Hrsg.): Stadt im Wandel. Band 3. Stuttgart / Bad Cannstatt 1985.
- Vor 50 Jahren… Gedenkveranstaltungen der Westfälischen Wilhelms-Universität Münster zum 8. Mai 1945. Lit Verlag, Münster 1996, ISBN 978-3-8258-2683-3.
- Zwischen Amulett und Talisman. Bisamäpfel als Standeszeichen. In: Symbole des Alltags. 1992, S. 497–516.

Herausgaben:
- Essen und Trinken in der Moderne (= Beiträge zur Volkskultur in Nordwestdeutschland. Band 108). Waxmann Verlag, Münster u. a. 2006.
- mit anderen: Historizität. Vom Umgang mit Geschichte. Münster u. a. 2007.
- Kulturhistorische Nahrungsforschung in Europa. Festschrift für Günter Wiegelmann zum 80. Geburtstag (= Rheinisch-westfälische Zeitschrift für Volkskunde. Band 53). Bonn/Münster 2008.
- mit B. Krug-Richter: Frühneuzeitliche Universitätskulturen. Kulturhistorische Perspektiven auf die Hochschulen in Europa. Köln u. a. 2009.
- Alternative Spiritualität heute (= Beiträge zur Volkskultur in Nordwestdeutschland. Band. 114). Waxmann Verlag, Münster u. a. 2010.
- Generationenbeziehungen in Familie und Gesellschaft (= Beiträge zur Volkskultur in Nordwestdeutschland. Band 118). Waxmann Verlag, Münster u. a. 2011.
- Audioarchive. Tondokumente digitalisieren, erschließen und auswerten (= Beiträge zur Volkskultur in Nordwestdeutschland. Band 121). Waxmann Verlag, Münster u. a. 2013.
- Volkskunde im Spiegel von Literaturbesprechungen einer landesgeschichtlichen Zeitschrift (= Münsteraner Schriften zur Volkskunde/Europäischen Ethnologie. Band 18), Waxmann Verlag, Münster u. a. 2013.